# Церковь Святого Георгия (Подгорица)
Церковь Святого Георгия — православный храм в Подгорице (Черногория), расположенный на старом городском кладбище. Самое старое здание в Подгорице.

## История
Храм расположен у подножия холма Горица, в честь которого назван город, на краю старого кладбища, которое до шестидесятых годов XX века было главным городским кладбищем Подгорицы.
Он был построен между IX и XI веками в дороманском стиле, характерном для средневековых церквей в Далмации. На основании этого сербский историк и архитектор Александр Дероко заключил, что церковь Святого Георгия когда-то была католическим местом поклонения, а православной стала в то время, когда Зетой правила династия Неманичей.
За свою историю храм претерпел множество переделок.
Нынешнюю форму церковь приобрела в тридцатые годы XX века, когда были проведены масштабные работы по ее восстановлению и расширению.
Затем рядом с церковью была возведена высокая колокольня с двумя колоколами.
Храм имеет простое однонефное строение, его интерьер украшен анонимными остатками фресок XVI века, а также сохранившейся росписью стен XIX века. Кроме того, здесь хранится несколько древних икон.
Самое страшное разорение церкви Святого Георгия произошло 25 мая 1855 года, когда на нее напала большая группа разъяренных турецких фанатиков с главнокомандующим Али Спахийом. Из записей, оставленных тогдашним французским консулом в Шкодере, следует, что разъяренная толпа не пощадила даже могилы вокруг церкви.
Ещё раз церковь Святого Георгия была разрушена и разграблена в ночь с 9 на 10 февраля 1953 года.
По состоянию на июль 2021 года наместником церкви является протоиерей Мирчета Шливанчанин.